# Liste der Kulturdenkmäler in Ransweiler
In der Liste der Kulturdenkmäler in Ransweiler sind alle Kulturdenkmäler der rheinland-pfälzischen Ortsgemeinde Ransweiler aufgeführt. Grundlage ist die Denkmalliste des Landes Rheinland-Pfalz (Stand: 27. November 2018).

## Einzeldenkmäler
| Bezeichnung                 | Lage                                | Baujahr | Beschreibung | Bild            |
| --------------------------- | ----------------------------------- | ------- | --- | --------------- |
| Protestantischer Pfarrhof   | Am Schulberg 4 Lage                 | 1766    | repräsentativer spätbarocker Walmdachbau, 1766, Architekt Philipp Heinrich Hellermann, Zweibrücken; Backhaus, bezeichnet 1767, Schuppen und Scheune, teilweise Fachwerk, frühes 19. Jahrhundert, Viehtränke; Ensemble mit Kirche | Fotos hochladen |
| Schulhaus                   | Am Schulberg 5 Lage                 | 1829    | ehemaliges Schulhaus; eingeschossiger klassizistischer Putzbau, 1829 | BW              |
| Protestantische Pfarrkirche | Am Schulberg 7 Lage                 | 1767    | spätbarocker Saalbau mit Walmdach, bezeichnet 1767, Architekt Philipp Heinrich Hellermann, Zweibrücken; Rokoko-Ausstattung erhalten, Werkstatt Georg Philipp Schmidt, Meisenheim; ortsbildprägend                                | Fotos hochladen |
| Hofanlage                   | Donnersbergstraße 4 Lage            | um 1850 | malerisch gruppierte U-förmige landschaftstypische Hofanlage mit eingeschossigem Wohnhaus, um 1850 | BW              |
| Schulhaus                   | Kirchenweg 3 Lage                   | 1910    | ehemaliges Schulhaus; Walmdachbau, barockisierender Heimatstil, bezeichnet 1910, Architekt Peter Seeberger, Rockenhausen | BW              |
| Friedhof                    | östlich des Ortes an der L 385 Lage | 1884    | 1884 angelegt, 1949 erweitert, mit originaler Ummauerung, architektonisch gestaltetes Grabmal mit Galvanoplastik Familie Jakob Steitz, um 1910                                                                                   | BW              |